# 富阳区
富阳区，古代至宋以前多稱富春，是中华人民共和国浙江省杭州市的市轄區，位于杭州市西南部，与西湖区、萧山区、余杭区、临安区和桐庐县接壤，距杭州市中心32公里，辖区总面积为1831平方公里，富春江（钱塘江上游）横贯全境。區人民政府駐富春街道桂花路25号。

## 历史
富阳古称富春，公元前221年秦朝置县，至今已有2200多年的历史。东晋期间，为避張春華讳，富春县改名为富阳县；后梁时期富阳县改名为富春县；到宋代恢复为富阳县至今。三国孫吳析设出新城县，此后反复多次置废；1914年因新城县在全国范围内多处重名而更名为新登县。1961年以原富阳、新登两县行政区域合并设立新的富阳县。1994年撤县设市。2014年12月，宣布撤销县级富阳市，设立杭州市富阳区，2015年2月，撤市设区挂牌。

## 地理
富阳地形为“八山半水分半田”，全区东北部为平原地形，其余均为丘陵。境内山清水秀、风光秀丽，一川如画的富春江横贯全境52公里，两岸春夏秋冬每个时节都有不同的景色，既赋山城之美，又具江城之秀，是典型的江南山水城区，素有“天下佳山水，古今推富春”之美誉。

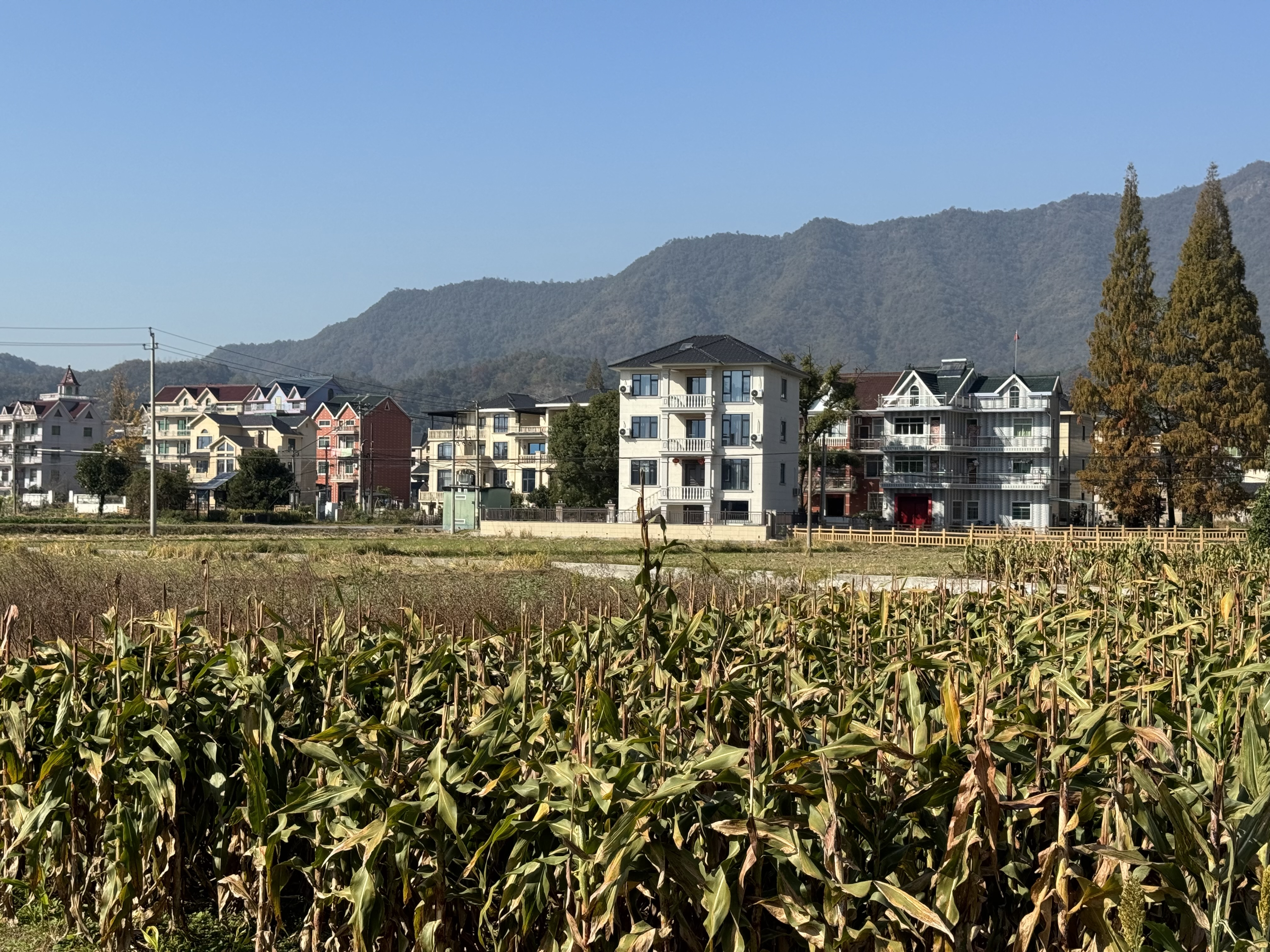
桐州岛，位于辖区西境富春江中

富阳属亚热带季风气候，四季分明、雨热同期、日照充足。1月平均气温4.3℃，7月平均气温28.8℃，年平均气温16.7℃。极端最高气温42.8℃（2013年8月10日），极端最低气温-14.4℃（1977年1月5日）。年降水量1477.9毫米。年日照时数1698.7小时。
| 富阳区（1981－2010年）   | 富阳区（1981－2010年） | 富阳区（1981－2010年） | 富阳区（1981－2010年） | 富阳区（1981－2010年） | 富阳区（1981－2010年） | 富阳区（1981－2010年） | 富阳区（1981－2010年） | 富阳区（1981－2010年） | 富阳区（1981－2010年） | 富阳区（1981－2010年） | 富阳区（1981－2010年） | 富阳区（1981－2010年） | 富阳区（1981－2010年） |
| 月份                     | 1月                    | 2月                    | 3月                    | 4月                    | 5月                    | 6月                    | 7月                    | 8月                    | 9月                    | 10月                   | 11月                   | 12月                   | 全年                   |
| ------------------------ | ---------------------- | ---------------------- | ---------------------- | ---------------------- | ---------------------- | ---------------------- | ---------------------- | ---------------------- | ---------------------- | ---------------------- | ---------------------- | ---------------------- | ---------------------- |
| 日均气温 °C（°F）        | 4.3 (39.7)             | 6.3 (43.3)             | 10.2 (50.4)            | 16.2 (61.2)            | 21.4 (70.5)            | 24.8 (76.6)            | 28.8 (83.8)            | 28.1 (82.6)            | 23.7 (74.7)            | 18.2 (64.8)            | 12.2 (54.0)            | 6.3 (43.3)             | 16.7 (62.1)            |
| 平均降水量 mm（）        | 78.9 (3.11)            | 90.6 (3.57)            | 140.9 (5.55)           | 135.7 (5.34)           | 140.9 (5.55)           | 226.5 (8.92)           | 185.2 (7.29)           | 164.2 (6.46)           | 124.9 (4.92)           | 71.2 (2.80)            | 69.7 (2.74)            | 49.2 (1.94)            | 1,477.9 (58.19)        |
| 平均降水天数（≥ 0.1 mm） | 13                     | 13                     | 16                     | 15                     | 14                     | 15                     | 12                     | 14                     | 12                     | 9                      | 9                      | 9                      | 151                    |
| 月均日照時數             | 100.8                  | 95.5                   | 115.5                  | 138.3                  | 162.3                  | 140.8                  | 217.5                  | 195.9                  | 140.2                  | 141.2                  | 125.3                  | 125.4                  | 1,698.7                |
| 来源：富阳农业气象       |                        |                        |                        |                        |                        |                        |                        |                        |                        |                        |                        |                        |                        |

## 行政区划
下辖5个街道、13个镇、6个乡：
富春街道、春江街道、东洲街道、鹿山街道、银湖街道、万市镇、洞桥镇、新登镇、渌渚镇、胥口镇、永昌镇、大源镇、灵桥镇、里山镇、常绿镇、场口镇、常安镇、龙门镇、新桐乡、上官乡、渔山乡、环山乡、湖源乡和春建乡。
| 富阳区行政区划图 | 富阳区行政区划图 | 富阳区行政区划图 | 富阳区行政区划图 | 富阳区行政区划图 | 富阳区行政区划图 |
| ---------------- | ---------------- | ---------------- | ---------------- | ---------------- | ---------------- |
|                  |                  |                  |                  |                  |                  |

## 人口
户籍人口65.9万（常住人口83.20万，第七次全国人口普查）。
2022年初全区常住人口83.9万人。年末全区户籍总人口694913人，增长5.5‰；出生人口5207人，出生率7.5‰； 死亡人口4161人，死亡率6.0‰，自然增长率1.5‰。登记在册的流动人口数282192人，增长2.7%。

## 交通
- 320国道过境。
- 杭州地铁6号线富阳段与主城区相连。

## 经济
富阳区经济发达，曾经是全国最具实力的县市之一，曾被多次评为全国综合实力百强县，2008年排名第26位 （页面存档备份，存于）。其综合竞争能力2010年位居浙江省县（市）的第八位，全国百强县（市）列第三十位。2023年，全市实现生产总值900亿元；财政总收入150亿元，城镇和农村居民人均可支配收入达71742元和44661元，分别增长3.5%和6.2%。综合实力在全国百强区排名第49位，投资潜力排名第55位，连续3年获评中国最具幸福感城区。
富阳是浙江省14个工业产值超千亿元的县（市、区）之一，拥有造纸、通信器材、有色金属加工、新型建材、机械电子、生物医药、轻纺、体育用品等特色产业，以及国家（富阳）光纤光缆产业园、中国白板纸基地、中国球拍之乡、中国赛艇之乡等四大产业品牌。农业则主产粮食、茶叶、蚕茧、豆腐皮、元书纸等，特产有安顶云雾茶、东坞山豆腐皮、新登半山鲜桃、洞桥香榧等。
富阳在经济得到较快发展的同时，城乡面貌日新月异，生态环境不断优化，社会民生持续改善，先后创获国家卫生城市、国家园林城市、国家环境保护模范城市、中国优秀旅游城市、全国科技进步先进县（市）、全国优秀创新型城市、国家体育产业基地和全国首个国家运动休闲示范区、浙江省示范文明城市等称号。
富阳经济技术开发区于2012年10月晋级国家级经济技术开发区。

## 文化
境内有保存完好的明清建筑群、孙权后裔聚居地龙门古镇，黄公望隐居地，郁达夫故居等人文名胜。富阳是《富春山居图》的原创地和实景地，600多年前元代大画家黄公望在富春江畔结庐隐居，创作了绝世名画《富春山居图》。2011年，分隔海峡两岸的《富春山居图》在台北國立故宮博物院首次合璧展出。2006年，富阳竹纸传统技艺经国务院批准，列入第一批国家级非物质文化遗产名录。2009年，富阳成为郁达夫小说奖永久颁奖地。2012年，富阳被命名为“中国书法之乡”。

## 旅游
富春江为国家级风景名胜区。富阳境内拥有华东地区最大的野生动物世界（国家AAAA级景区），保留明清建筑特色的孙权后裔聚居地龙门古镇（国家AAAA级景区），再现造纸印刷两大发明的中国古代造纸印刷文化村，亚太地区第一洞厅的碧云洞（所在富春桃源景区为国家AAAA级景区），新沙岛、黄公望隐居地、鹳山、天钟山，以及富春山居国际高尔夫球场、国家级永安山滑翔伞基地、桐洲岛皮划艇基地等运动休闲基地。

## 知名人物
富阳人是三国吴大帝孙权，唐代书法家孙过庭，晚唐诗人罗隐，清代父子宰相董皓、董邦达，现代文学家郁达夫、茅盾文学奖获得者麦家的故乡。